# Línea R1 (Roldán)
La línea R1 es una línea urbana de pasajeros de la ciudad de Roldán (Santa Fe), operada por el estado municipal. Conecta las urbanizaciones más alejadas con el centro, las líneas interurbanas y la estación de Ferrocarril. Fue la primera línea municipal dentro del Gran Rosario, fuera de la propia ciudad, exceptuando las falladas líneas AZUL y VERDE en  Granadero Baigorria.

## Historia
En el año 2011 como promesa de campaña el intendente Jose Marìa Pedretti adquirió un viejo coche Mercedes Benz para crear una línea urbana que uniera el centro de la ciudad con los nuevos barrios del sur que carecían de centros de salud, negocios y establecimientos educativos.
Finalmente en 2013 se lanza la línea R. Pero su recorrido fue muy irregular, el coche se averiaba seguido y las malas frecuencias decayeron el servicio. Finalmente en 2017 con fondos provinciales se compraron dos unidades nuevas 0km en formato Minibus y se designó dos nuevos recorridos, además se subsidio el boleto entero. La línea se denominó R1 y extendió su recorrido al parque industrial.
En 2020, tras el comienzo de la pandemia, se clausuró el servicio de ambas líneas, pero un año después se reabrió y se agregó la línea R3 con un coche carrocería Metalpar Iguazu ex Semtur.

## Recorrido
Servicio diurno y nocturno.